# Arteria hepatica propria

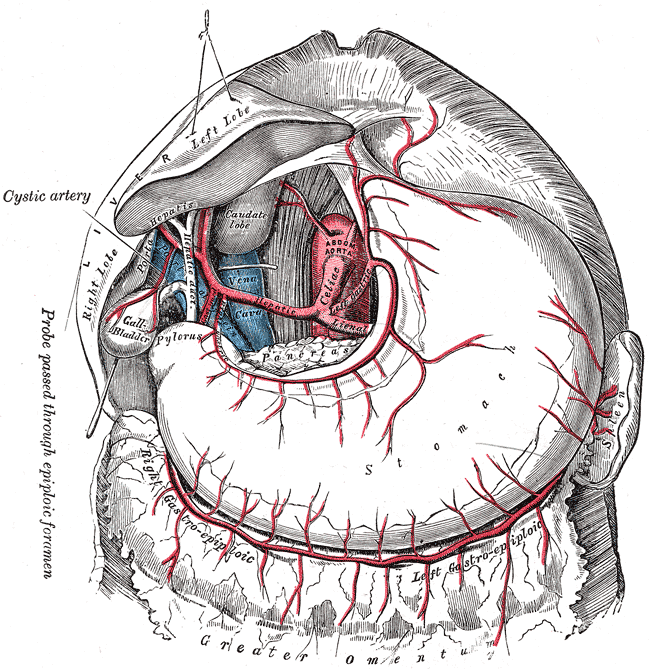
Anatomische Zeichnung: die Leber wurde angehoben und das Omentum minus und das vordere Blatt des Omentum majus entfernt. Die A. hepatica communis ist das zum linken Bildrand ziehende und sich dort aufteilende Gefäß, nach dem Abgang der A. gastroduodenalis (nach unten) heißt sie A. hepatica propria. Hier ist insofern eine Normvariante abgebildet, als die A. gastrica dextra von der A. hepatica communis ausgeht.

Die Arteria hepatica propria (Leberarterie) ist die Arterie, die die Leber mit Blut versorgt. Sie ist die Fortsetzung der Arteria hepatica communis nach dem Abgang der Arteria gastroduodenalis und verläuft im Ligamentum hepatoduodenale. Sie entsendet die Arteria gastrica dextra zur kleinen Kurvatur des Magens und teilt sich innerhalb der Leber oder kurz vor ihr in zwei Hauptäste auf: den Ramus dexter (rechten Ast, auch Arteria hepatica dextra) und Ramus sinister (linken Ast, auch Arteria hepatica sinistra). Manchmal gibt es einen separaten Ramus intermedius zum Lobus quadratus der Leber. Die Gallenblasenarterie (Arteria cystica) geht im Regelfall aus dem Ramus dexter ab.
Die Arteria hepatica communis wiederum entspringt dem Truncus coeliacus und somit der Bauchaorta.